# Lightricks
A Lightricks, amelyet 2013 januárjában alapítottak, egy videó- és képszerkesztő mobilalkalmazásokat fejlesztő vállalat, amely különösen a selfie-szerkesztő alkalmazásáról, a Facetune-ról ismert. A jeruzsálemi székhelyű cégnek több mint 450 alkalmazottja van. 2019-re az alkalmazásaikat több mint 350 millióan töltötték le.

## Története
A céget 2013 -ban hozta létre 5 ember: Ph.D. Zeev Farbman, Nir Pochter, Yaron Inger, Amit Goldstein és Itai Tsiddon, akik mind a Jeruzsálemi Héber Egyetemen végezték tanulmányaikat.
A cég 2015-ben megkapta az első 10 millió dolláros finanszírozási körét, amelyet a Viola Ventures vezetett. Második, 60 millió dolláros finanszírozási körét 2018 novemberében kapta meg, az Insight Venture Partners vezetésével és az izraeli ClalTech VC társaság részvételével. 2019 júliusában 135 millió dollárt biztosított a Goldman Sachs által vezetett C sorozatú finanszírozásban, az Insight Partners és a ClalTech részvételével; ez 1 milliárd dolláros értéket jelentett. Az eddigi összeget 205 millió dollárra teszik. A Lightricks 2018-ra több mint 50 millió dolláros bevétellel zárta.

## Gyártott alkalmazások
- A Facetune-t most a Facetune2 váltott fel, az App Store legnépszerűbb alkalmazása 2017-ben, és a Play Áruház egyik legjobb alkalmazása 2014-ben.
- A Photoleap (korábbi nevén: Photofox ), egy általános képszerkesztő alkalmazás. Az app lehetővé teszi a felhasználó számára, hogy alkotásokat készítsen a közösségi médiához, számos szerkesztési lehetőség segítségével.
- A Lightleap (korábbi nevén: Quickshot), előnézeti megtekintő. Az alkalmazás némi hírnévre tett szert, amikor az utazási influenszer, Tupi Saravia blogger kiemelte, amikor az alkalmazással ugyanazt a felhős háttérképet rakta be számos utazási fényképébe.
- A Videoleap egy videószerkesztő, a 2017-ben ez volt az iPhone év alkalmazása.
- A Motionleap (korábbi nevén: Pixaloop ) egy animációs alkalmazás amelyet 2018-ban hoztak létre. Az app segítségével képeket animálhatunk meg.
- A Beatleap, egy hangszerkesztő app, képes a videót a háttérzene ritmusa alapján átalakítani. Az alkalmazás az Epidemic Sound zenéjét tartalmazza.
- Artleap (korábbi nevén: QuickArt ), képszerkesztő app. A fotószerkesztő lehetővé teszi a látkép megváltoztatását, vagy kaleidoszkópszerű hatás használatát. Olyan hírességek, mint Chrissy Teigen, Khloe Kardashian, Busy Philipps, Nikki Tutorials, Molly Mae Hague és Tana Montague jól ismert felhasználói.
- A Seen: Stories Maker egy rövid videó készítő app.
- Boosted (korábbi nevén: BoostApps), egy videó készítő alkalmazás iOS-re és Androidra, (online is használható) amely nagyon megkönnyíti az e-kereskedők számára, hogy promóciós klipeket készítsenek közösségi médiájukhoz.
- A Facetune Video, egy selfie-szerkesztő app, amely lehetővé teszi a felhasználók számára, hogy valós időben retusálják és szerkeszthessék szelfijeiket az AI által működtetett eszközök segítségével.
- A Filtertune egy fotószerkesztő app, amelynek célja, hogy közösséget hozzon létre az egyéni fotószűrőkből. Az alkalmazással az alkotók saját személyre szabott, előre beállított fotószűrőket készíthetnek, majd megoszthatják azokat a közösségi médiában olyan fotókként, amelyekhez speciális QR-kód tartozik.

## Fordítás
Ez a szócikk részben vagy egészben  a   Lightricks című angol Wikipédia-szócikk fordításán alapul.  Az eredeti cikk szerkesztőit annak laptörténete sorolja fel. Ez a jelzés csupán a megfogalmazás eredetét és a szerzői jogokat jelzi, nem szolgál a cikkben szereplő információk forrásmegjelöléseként.